# Mama l-a pupat pe Moș Crăciun
Mama l-a pupat pe Moș Crăciun (titlu original: I Saw Mommy Kissing Santa Claus) este un film de Crăciun american din 2001 regizat de John Shepphird. Scenariul este scris de  Steve Jankowski, John Shepphird, Mike Sorrentino și Randy Vampotic. În rolurile principale joacă actorii Dylan și Cole Sprouse, Eric Jacobs, Connie Sellecca și Corbin Bernsen. Este bazat pe cântecul clasic omonim, I Saw Mommy Kissing Santa Claus. A avut premiera la 9 decembrie 2001 pe PAX Network. Din 2008 este prezentat pe ABC Family în cadrul blocului de programe TV 25 Days of Christmas .

## Distribuție
- Dylan and Cole Sprouse - Justin Carver
- Eric Jacobs - Bobby Becker
- Connie Sellecca - Stephanie Carver
- Corbin Bernsen - David Carver
- Sonny Carl Davis - Moș Crăciun/Floyd
- Tony Larimer - Grandpa Irwin
- David Millbern - Felix Becker
- Shauna Thompson - Marie Becker
- Joan Mullaney - Ms. Crumley
- JJ Neward - Jaine
- Paul Kierman - Sal Jenkins
- Caitlin EJ Meyer - Mary Poindexter (ca Caitlin Meyer)
- Jeff Olson - Principal Hoke
- Frank Gerrish - Sidney